# Posłowie z Galicji do austriackiej Rady Państwa w latach 1873–1907
Wybory posłów z Galicji do austriackiej Rady Państwa w latach 1873–1901
Ustawa zasadnicza z 2 kwietnia 1873 wprowadziła wybory bezpośrednie do Izby Poselskiej Rady Państwa. Zwiększono także liczbę posłów z Galicji, otrzymała ona 63 miejsca w 353-osobowym parlamencie (dotychczas 38). System wyborczy – opierał się na podziale wyborców na identyczne jak w przypadku wyborów sejmowych cztery kurie: Nie uległa przy tym zmianie liczba osób uprawnionych do głosowania ani proporcje mandatów przyznanym poszczególnym kuriom w Galicji. I kuria – wielkiej własności ziemskiej miała 20 mandatów, II kuria – izb przemysłowo-handlowych – 3 mandaty, III kuria – większych miast – 13 mandatów, IV kuria – mniejszych miast i gmin wiejskich – 46 mandatów. Ordynacja ta powszechnie krytykowana w miarę upływu czasu podlegała modyfikacjom. Ustawą z 4 października 1882 obniżono cenzus wyborczy w miastach do 5 guldenów rocznie. Największą zmianę przeprowadzono 14 czerwca 1896 kiedy obniżono cenzus wyborczy do 4 guldenów i wprowadzono jeszcze jedną kurię V – powszechną – co zwiększyło liczbę posłów z Galicji do 78. W kurii tej przyznano prawa wyborcze wszystkim mężczyznom którzy ukończyli 24 lata i zamieszkiwali przynajmniej od 6 miesięcy w gminie głosowania.
| nr okręgu                              | zakres terytorialny okręgu                               | kadencja V 4 listopada 1873 – 22 maja 1879 | VI kadencja 7 października 1879 – 23 kwietnia 1885                                         | VII kadencja 22 września 1885 – 23 stycznia 1891                                                   | VIII kadencja 9 kwietnia 1891 – 22 stycznia 1897                                                         | IX kadencja 27 marca 1897 – 8 czerwca 1900                                                                 | X kadencja 31 stycznia 1901 – 30 stycznia 1907                                        |
| -------------------------------------- | -------------------------------------------------------- | --- | ------------------------------------------------------------------------------------------ | -------------------------------------------------------------------------------------------------- | --- | --- | ------------------------------------------------------------------------------------- |
| kuria I – większej własności ziemskiej |                                                          | |                                                                                            | | | |                                                                                       |
| 1.                                     | Kraków–Chrzanów                                          | Leon Chrzanowski | Leon Chrzanowski                                                                           | Michał Bobrzyński od 18 grudnia 1890 Antoni Wodzicki                                               | Antoni Wodzicki                                                                                          | Piotr Górski                                                                                               | Antoni Wodzicki od 28 listopada 1905 Antoni Górski                                    |
| 2.                                     | Wadowice–Biała–Żywiec–Myślenice                          | Leonard Wężyk od 4 listopada 1876 Cezary Haller de Hallenburg od 13 września 1877 Władysław Haller de Hallenburg                                                                                         | Władysław Haller de Hallenburg od 5 grudnia 1882 Stanisław Klucki                          | Stanisław Klucki                                                                                   | Stanisław Klucki                                                                                         | Herman Czecz de Lindenwald                                                                                 | Herman Czecz de Lindenwald do 23 września 1903, po nim Michał Bobrzyński              |
| 3.                                     | Bochnia–Wieliczka–Brzesko                                | Jerzy Konstanty Czartoryski od 12 grudnia 1876 Henryk Konopka | Henryk Konopka od 16 kwietnia 1880 Władysław Pęgowski od 14 marca 1882 Atanazy Benoe       | Atanazy Benoe                                                                                      | Atanazy Benoe od 22 maja 1894 Zdzisław Włodek                                                            | Józef Popowski                                                                                             | Józef Popowski                                                                        |
| 4.                                     | Tarnów–Dąbrowa–Pilzno–Mielec                             | Edward Dzwonkowski | Edward Dzwonkowski                                                                         | Edward Dzwonkowski od 28 października 1887 Władysław Struszkiewicz                                 | Władysław Struszkiewicz                                                                                  | Władysław Struszkiewicz                                                                                    | Władysław Struszkiewicz                                                               |
| 5                                      | Nowy Sącz–Jasło–Grybów–Limanowa–Nowy Targ–Gorlice        | Wincenty Petrowicz | Faustyn Żuk-Skarszewski                                                                    | Faustyn Żuk-Skarszewski                                                                            | Faustyn Żuk-Skarszewski                                                                                  | Włodzimierz Piliński                                                                                       | Piotr Górski od 24 kwietnia 1906 Fryderyk August Breza                                |
| 6.                                     | Rzeszów–Kolbuszowa–Nisko–Łańcut–Tarnobrzeg-Ropczyce      | Ludwik Ruczka | Ludwik Ruczka                                                                              | Stanisław Madeyski                                                                                 | Jan Stadnicki od 21 lutego 1895 Andrzej Potocki                                                          | Adam Jędrzejowicz                                                                                          | Adam Jędrzejowicz                                                                     |
| 7.                                     | Przemyśl–Jarosław                                        | Zygmunt Kozłowski | Zygmunt Kozłowski                                                                          | Stanisław Wysocki                                                                                  | Władysław Kraiński                                                                                       | Leon Chrzanowski od 1899 Stanisław Dąmbski od 8 maja 1900 Kazimierz Szeptycki                              | Kazimierz Szeptycki                                                                   |
| 8.                                     | Sanok–Bircza–Lesko–Brzozów–Krosno                        | Maksymilian Łepkowski | Jerzy Konstanty Czartoryski                                                                | Leon Grotowski                                                                                     | Włodzimierz Gniewosz                                                                                     | Włodzimierz Gniewosz                                                                                       | Włodzimierz Gniewosz                                                                  |
| 9.                                     | Sambor–Staremiasto–Turka–Drohobycz–Rudki                 | Piotr Gross od 24 października 1874 Józef Wereszczyński, od 8 lutego Otto Hausner | Ludwik Skrzyński, od 14 marca 1881 Tomasz Rayski zmarł 21 marca 1885 mandat nieobsadzony   | Mieczysław Lewicki                                                                                 | August Łoś                                                                                               | Juliusz Gizowski                                                                                           | Stanisław Sozański                                                                    |
| 10.                                    | Jaworów–Mościska–Cieszanów                               | Seweryn Smarzewski | Seweryn Smarzewski                                                                         | Seweryn Smarzewski od 12 maja 1888 Włodzimierz Kozłowski                                           | Włodzimierz Kozłowski                                                                                    | Włodzimierz Kozłowski                                                                                      | Włodzimierz Kozłowski od 3 marca 1903 Aleksander Poniński                             |
| 11.                                    | Żółkiew–Rawa–Sokal                                       | Stanisław Polanowski, od 2 grudnia 1874 Jan Czajkowski | Juliusz Czerkawski                                                                         | Roman Szymanowski od 18 października 1887 Mieczysław Mniszek od 11 marca 1889 Tomisław Rozwadowski | Tomisław Rozwadowski od 27 października 1894 Józef Milewski                                              | Józef Milewski                                                                                             | Stanisław Starzyński                                                                  |
| 12.                                    | Lwów–Gródek                                              | Kornel Krzeczunowicz | Oswald Bartmański od 4 grudnia 1884 Stanisław Starzyński                                   | Stanisław Starzyński od 30 stycznia 1889 Filip Zaleski                                             | Filip Zaleski                                                                                            | Dawid Abrahamowicz                                                                                         | Dawid Abrahamowicz                                                                    |
| 13.                                    | Złoczów–Kamionka Str.–Brody                              | Apolinary Jaworski | Apolinary Jaworski                                                                         | Apolinary Jaworski                                                                                 | Apolinary Jaworski                                                                                       | Apolinary Jaworski                                                                                         | Apolinary Jaworski                                                                    |
| 14.                                    | Brzeżany–Przemyślany–Podhajce                            | Alojzy Bocheński, od 7 grudnia 1875 Antoni Golejewski, od lipca 1878 Ludwik Skrzyński | Alfons Czaykowski                                                                          | Alfons Czaykowski                                                                                  | Alfons Czaykowski od 3 lutego 1893 Edward Podlewski                                                      | Julian Błażowski                                                                                           | Julian Błażowski                                                                      |
| 15                                     | Rohatyn–Bóbrka                                           | Emil Torosiewicz, od 7 lutego 1877 Piotr Gross, od 7 grudnia 1877 Kornel Ujejski | Mieczysław Onyszkiewicz                                                                    | Mieczysław Onyszkiewicz                                                                            | Seweryn Henzel                                                                                           | Seweryn Henzel                                                                                             | Seweryn Henzel                                                                        |
| 16                                     | Stryj–Żydaczów–Dolina–Kałusz                             | Maurycy Kabat | Apolinary Hoppen                                                                           | Apolinary Hoppen od 29 września 1886 Stanisław Szczepanowski                                       | Eugeniusz Abrahamowicz                                                                                   | Eugeniusz Abrahamowicz                                                                                     | Eugeniusz Abrahamowicz od stycznia 1905 Włodzimierz Kozłowski                         |
| 17                                     | Stanisławów–Bohorodczany–Tłumacz–Buczacz                 | Eustachy Rylski | Wojciech Dzieduszycki                                                                      | Wojciech Dzieduszycki od 11 października 1887 Stanisław Cieński                                    | Stanisław Cieński od 28 października 1895 Wojciech Dzieduszycki                                          | Wojciech Dzieduszycki                                                                                      | Wojciech Dzieduszycki                                                                 |
| 18.                                    | Kołomyja-Horodenka–Śniatyń–Kossów–Nadwórna               | Kajetan Agopsowicz de Hasso, (do śmierci 13 listopada 1874) Antoni Golejewski(7 grudnia 1875 – 17 czerwca 1878) Ludwik Skrzyński (1 lipiec 1878 – 8 listopad 1878) Alfons Czajkowski od 15 stycznia 1879 | Mikołaj Krzysztofowicz od 4 grudnia 1884 Jakub Romaszkan                                   | Jakub Romaszkan                                                                                    | Henryk Wielowieyski                                                                                      | Henryk Wielowieyski                                                                                        | Henryk Wielowieyski                                                                   |
| 19.                                    | Czortków–Zaleszczyki–Borszczów–Husiatyn                  | Tomasz Horodyski | Tomasz Horodyski                                                                           | Adam Gołuchowski                                                                                   | Adam Gołuchowski                                                                                         | Jerzy Sewer Dunin Borkowski                                                                                | Władysław Wiktor Czajkowski                                                           |
| 20                                     | Tarnopol–Zbaraż–Skałat–Trembowla                         | Kazimierz Grocholski | August Starzeński                                                                          | August Starzeński od 29 września 1886 Teodor Serwatowski od 30 stycznia 1889 Leon Piniński         | Leon Chrzanowski                                                                                         | Michał Garapich                                                                                            | Michał Garapich                                                                       |
| kuria II – gmin miejskich              |                                                          | |                                                                                            | | | |                                                                                       |
| 1.                                     | Lwów                                                     | Franciszek Smolka, od 19 grudnia 1877 Ludwik Wolski | Franciszek Smolka                                                                          | Franciszek Smolka                                                                                  | Franciszek Smolka od 10 października 1893 Leonard Piętak                                                 | Władysław Dulęba                                                                                           | Tadeusz Romanowicz od 20 maja 1902 Stanisław Głąbiński                                |
| 1.                                     | Lwów                                                     | Florian Ziemiałkowski, od 1873 Juliusz Czerkawski od 27 marca 1878 Artur Gołuchowski | Ludwik Wolski od 13 kwietnia 1883 Julian Zachariewicz od 4 grudnia 1884 Karol Lewakowski   | Karol Lewakowski                                                                                   | Karol Lewakowski                                                                                         | Leonard Piętak                                                                                             | Leonard Piętak                                                                        |
| 2.                                     | Kraków                                                   | Ferdynand Weigel | Ferdynand Weigel od 14 listopada 1881 Jan Stanisław Mieroszewski                           | Leon Chrzanowski                                                                                   | Ferdynand Weigel                                                                                         | Ferdynand Weigel                                                                                           | Ferdynand Weigel od 17 października 1901 Ignacy Petelenz                              |
| 2.                                     | Kraków                                                   | Mikołaj Zyblikiewicz, od 27 października 1874 Andrzej Rydzowski | Andrzej Rydzowski od 11 marca 1881 Maksymilian Zatorski                                    | Maksymilian Zatorski od 5 maja 1886 Maksymilian Machalski od 4 grudnia 1890 August Sokołowski      | August Sokołowski                                                                                        | August Sokołowski                                                                                          | Jan Rotter od 24 października 1906 Tomasz Sołtysik                                    |
| 3.                                     | Biała–Nowy Sącz–Wieliczka                                | Julian Dunajewski | Julian Dunajewski                                                                          | Julian Dunajewski                                                                                  | Stanisław Madeyski                                                                                       | Stanisław Madeyski od 4 grudnia 1899 Wilhelm Binder                                                        | Wilhelm Binder                                                                        |
| 4.                                     | Tarnów–Bochnia                                           | Stepan Kaczała – Ukrainiec, nie wchodził do Koła Polskiego | Jan Spławiński                                                                             | Ryszard Zawadzki od 25 stycznia 1888 Tadeusz Rutowski                                              | Tadeusz Rutowski                                                                                         | Tadeusz Rutowski                                                                                           | Stanisław Stojałowski od 24 kwietnia 1906 Roger Battaglia                             |
| 5.                                     | Rzeszów–Jarosław                                         | Karol Bartoszewski | Ambroży Towarnicki od 4 grudnia 1884 Karol Bartoszewski                                    | Karol Bartoszewski                                                                                 | Adam Jędrzejowicz                                                                                        | Ignacy Rychlik                                                                                             | Michał Grek                                                                           |
| 6.                                     | Przemyśl–Gródek                                          | Aleksander Dworski | Aleksander Dworski od 30 września 1880 Edward Rittner od 4 grudnia 1883 Władysław Łoziński | Zygmunt Sawczyński                                                                                 | Witold Lewicki                                                                                           | Henryk Kolischer                                                                                           | Hugo Królikowski                                                                      |
| 7.                                     | Sambor–Stryj–Drohobycz                                   | Feliks Madejewski od 21 stycznia 1874 Hermann Mises – Żyd, członek Klubu Lewicy | Otto Hausner                                                                               | Otto Hausner od 25 kwietnia 1890 Gustaw Roszkowski                                                 | Gustaw Roszkowski                                                                                        | Gustaw Roszkowski                                                                                          | Gustaw Roszkowski                                                                     |
| 8.                                     | Tarnopol–Brzeżany                                        | Euzebiusz Czerkawski | Euzebiusz Czerkawski                                                                       | Euzebiusz Czerkawski                                                                               | Euzebiusz Czerkawski od 22 lutego 1894 Lucylian Krynicki                                                 | Edward Rittner od 4 grudnia 1899 Ludwik Ćwikliński                                                         | Ludwik Ćwikliński od 1902 Władysław Dulęba                                            |
| 9.                                     | Stanisławów–Tyśmienica                                   | Ignacy Kamiński | Ignacy Kamiński od 7 kwietnia 1883 Leon Biliński                                           | Leon Biliński                                                                                      | Leon Biliński od 10 maja 1892 Michał Hofmokl                                                             | Leon Biliński od 6 czerwca 1900 Paweł Stwiertnia                                                           | Paweł Stwiertnia                                                                      |
| 10.                                    | Kołomyja–Śniatyn–Buczacz                                 | Oswald Hönigsmann | Szymon Schreiber od 10 grudnia 1883 Samuel Józef Bloch                                     | Samuel Józef Bloch                                                                                 | Samuel Józef Bloch od 14 grudnia 1895 Maksymilian Trachtenberg                                           | Maksymilian Trachtenberg                                                                                   | Natan Seinfeld                                                                        |
| 11.                                    | Brody–Złoczów                                            | Joachim Landau – nie wchodził do Koła Polskiego od 22 października 1878 Ignacy Zborowski | Eduard Sochor von Friedrichstahl                                                           | Eduard Sochor von Friedrichstahl                                                                   | Emil Byk                                                                                                 | Emil Byk                                                                                                   | Emil Byk od 25 września 1906 Josef Gold                                               |
| kuria III – izb przemysłowo-handlowych |                                                          | |                                                                                            | | | |                                                                                       |
| 1.                                     | Kraków                                                   | Albert Mendelsburg | Arnold Rappaport                                                                           | Arnold Rappaport                                                                                   | Arnold Rappaport                                                                                         | Arnold Rappaport                                                                                           | Arnold Rappaport                                                                      |
| 2.                                     | Lwów                                                     | Józef Breuer od 21 października 1876 Maksymilian Bodyński | Maksymilian Bodyński od 30 listopada 1880 Klemens Raczyński                                | Edmund Mochnacki od 11 października 1887 Stanisław Niemczynowski                                   | Stanisław Szczepanowski                                                                                  | Jakub Piepes-Poratyński                                                                                    | Jakub Piepes-Poratyński od 30 listopada 1904 Godzimir Małachowski                     |
| 3.                                     | Brody                                                    | Natan Kallir – nie wchodził do Koła Polskiego | Natan Kallir                                                                               | Natan Kallir od 5 kwietnia 1886 Maurycy Rosenstock                                                 | Maurycy Rosenstock                                                                                       | Maurycy Rosenstock                                                                                         | Henryk Kolischer                                                                      |
| kuria IV – gmin wiejskich              |                                                          | |                                                                                            | | | |                                                                                       |
| 1.                                     | Kraków–Wieliczka–Chrzanów                                | Julian Kirchmajer od 20 października 1874 Jan Stanisław Mieroszewski | Jan Stanisław Mieroszewski od 6 kwietnia 1880 Andrzej Gołda                                | Władysław Chotkowski                                                                               | Władysław Chotkowski                                                                                     | Michał Danielak                                                                                            | Jan Wojtyga                                                                           |
| 2.                                     | Biała–Żywiec                                             | Florian Ziemiałkowski | Florian Ziemiałkowski                                                                      | Florian Ziemiałkowski od 31 stycznia 1889 Herman Czecz de Lindenwald                               | Herman Czecz de Lindenwald                                                                               | Jan Zabuda                                                                                                 | Jan Kubik                                                                             |
| 3.                                     | Wadowice–Myślenice                                       | Józef Baum | Józef Baum od 4 grudnia 1883 Ignacy Zapałowicz                                             | Józef Popowski                                                                                     | Józef Popowski                                                                                           | Andrzej Szponder                                                                                           | Franciszek Opydo                                                                      |
| 4.                                     | Nowy Sącz–Limanowa–Nowy Targ–Grybów                      | Jan Chełmecki | Jan Chełmecki                                                                              | Leonard Jarosz od 16 marca 1886 Adolf Vayhinger                                                    | Jan Potoczek                                                                                             | Jan Potoczek                                                                                               | Jan Potoczek                                                                          |
| 5.                                     | Bochnia–Brzesko                                          | Franciszek Hoszard od 15 lutego 1878 Roman Włodek | Stanisław Madeyski                                                                         | Jan Orzechowski                                                                                    | Maurycy Straszewski                                                                                      | Jan Goetz-Okocimski                                                                                        | Michał Olszewski                                                                      |
| 6.                                     | Tarnów–Pilica–Dąbrowa                                    | Eustachy Sanguszko | Józef Kazimierz Martusiewicz od 20 stycznia 1882 Jan Stadnicki                             | Adam Kopyciński                                                                                    | Adam Kopyciński                                                                                          | Jakub Bojko                                                                                                | Jakub Bojko                                                                           |
| 7.                                     | Ropczyce–Mielec–Tarnobrzeg                               | Jan Tarnowski od 12 stycznia 1878 Walenty Benc | Jan Tarnowski                                                                              | Ludwik Ruczka                                                                                      | Ludwik Ruczka                                                                                            | Franciszek Krempa                                                                                          | Franciszek Krempa                                                                     |
| 8.                                     | Rzeszów–Kolbuszowa                                       | Ludwik Wodzicki, od 10 listopada 1877 Zdzisław Tyszkiewicz | Zdzisław Tyszkiewicz                                                                       | Zdzisław Tyszkiewicz                                                                               | Zdzisław Tyszkiewicz                                                                                     | Tomasz Szajer                                                                                              | Tomasz Szajer                                                                         |
| 9.                                     | Łańcut–Nisko                                             | Jan Gołąb | Antoni Oborski                                                                             | Ferdynand Hompesch                                                                                 | Ferdynand Hompesch                                                                                       | Ferdynand Hompesch od 21 marca 1898 Stanisław Stojałowski                                                  | Stefan Komorowski                                                                     |
| 10.                                    | Jasło–Gorlice–Krosno                                     | Józef Jasiński | Józef Jasiński                                                                             | Józef Jasiński od 14 października 1887 August Lewakowski                                           | Adam Skrzyński                                                                                           | Paweł Sapieha                                                                                              | Leon Pastor                                                                           |
| 11.                                    | Sanok–Brzozów–Lesko                                      | Edward Gniewosz | Edward Gniewosz                                                                            | Edward Gniewosz                                                                                    | Edward Gniewosz                                                                                          | Józef Wiktor od 18 października 1899 Jan Potocki                                                           | Jan Potocki                                                                           |
| 12.                                    | Przemyśl–Bircza–Mościska                                 | Antin Juzyczynski – Ukrainiec, nie wchodził do Koła Polskiego | Józef Tyszkowski od 25 kwietnia 1882 Antoni Tyszkowski                                     | Antoni Tyszkowski                                                                                  | Antoni Tyszkowski od 26 marca 1896 Paweł Tyszkowski                                                      | Paweł Tyszkowski                                                                                           | Paweł Tyszkowski                                                                      |
| 13.                                    | Jarosław–Cieszanów                                       | Jan Kanty Krasicki | Jan Kanty Krasicki                                                                         | Jerzy Konstanty Czartoryski                                                                        | Jerzy Konstanty Czartoryski od 9 czerwca 1891 Władysław Koziebrodzki od 13 października 1893 Leon Pastor | Robert Cena                                                                                                | Tomasz Wlazowski                                                                      |
| 14.                                    | Sambor–Staremiasto–Turka–Rudki                           | Lucylian Krynicki – nie wchodził do Koła Polskiego | Jan Władysław Zamoyski                                                                     | August Łoś                                                                                         | Kost Teliszewski – Ukrainiec, nie wchodził do Koła Polskiego                                             | Modest Karatnycki – Ukrainiec, nie wchodził do Koła Polskiego                                              | Juliusz Gizowski                                                                      |
| 15.                                    | Stryj–Żydaczów–Drohobycz                                 | Wasyl Kowalski – Ukrainiec, nie wchodził do Koła Polskiego | Wasyl Kowalski – Ukrainiec, nie wchodził do Koła Polskiego                                 | Ksenofont Ochrymowycz – Ukrainiec, nie wchodził do Koła Polskiego                                  | Ksenofont Ochrymowycz – Ukrainiec, nie wchodził do Koła Polskiego                                        | Ksenofont Ochrymowycz – Ukrainiec, nie wchodził do Koła Polskiego                                          | Karol Dzieduszycki od 2 grudnia 1902 Henryk Starzeński                                |
| 16.                                    | Kałusz–Dolina–Bóbrka                                     | Antoni Petruszewycz – Ukrainiec, nie wchodził do Koła Polskiego | Dionisij Kułaczkowski – Ukrainiec, nie wchodził do Koła Polskiego                          | Mychajło Siengalewycz – Ukrainiec, nie wchodził do Koła Polskiego                                  | Julijan Romanczuk – Ukrainiec, nie wchodził do Koła Polskiego                                            | Edmund Nawrocki                                                                                            | Edmund Nawrocki od 1901 Julijan Romanczuk – Ukrainiec, nie wchodził do Koła Polskiego |
| 17.                                    | Lwów–Gródek–Jaworów                                      | Jakiw Szwedycki – Ukrainiec, nie wchodził do Koła Polskiego | Kornel Krzeczunowicz od 26 marca 1881 Dawid Abrahamowicz                                   | Dawid Abrahamowicz                                                                                 | Dawid Abrahamowicz                                                                                       | Teofil Merunowicz                                                                                          | Teofil Merunowicz                                                                     |
| 18.                                    | Żółkiew–Sokal–Rawa                                       | Amwrosij Janowski – Ukrainiec, nie wchodził do Koła Polskiego | Wołodysław Fedorowycz – Ukrainiec od 1882 Aleksander Hulimka                               | Wasyl Kowalski – Ukrainiec, nie wchodził do Koła Polskiego                                         | Josyf Brylinski – Ukrainiec, nie wchodził do Koła Polskiego                                              | Anatol Wachnianin – Ukrainiec, nie wchodził do Koła Polskiego                                              | Mychajło Korol – Ukrainiec, nie wchodził do Koła Polskiego                            |
| 19.                                    | Brody–Kamionka Str.                                      | Josyf Krasycki – Ukrainiec, nie wchodził do Koła Polskiego | Tytus Kielanowski                                                                          | Tytus Kielanowski                                                                                  | Ołeksandr Barwinski – Ukrainiec, nie wchodził do Koła Polskiego                                          | Ołeksandr Barwinski – Ukrainiec, nie wchodził do Koła Polskiego                                            | Ołeksandr Barwinski – Ukrainiec, nie wchodził do Koła Polskiego                       |
| 20.                                    | Złoczów–Przemyślany                                      | Julian Gierowski – Ukrainiec, nie wchodził do Koła Polskiego | Ignacy Zborowski                                                                           | Tomasz Stadnicki                                                                                   | Edwin Płażek od 1895 mandat nieobsadzony                                                                 | Danyło Taniaczkewycz – Ukrainiec, nie wchodził do Koła Polskiego                                           | Henryk Weiser                                                                         |
| 21.                                    | Brzeżany–Rohatyn–Podhajce                                | Franciszek Łukasiewicz od 1873 Teofil Pawłykiw – Ukrainiec, nie wchodził do Koła Polskiego | Józef Krzysztofowicz od 5 grudnia 1882 Roman Potocki                                       | Roman Potocki od 1889 Kazimierz Zaremba                                                            | Franciszek Wolfarth                                                                                      | Jan Walewski                                                                                               | Wasyl Jaworski – Ukrainiec, nie wchodził do Koła Polskiego                            |
| 22.                                    | Stanisławów–Bohorodczany–Tłumacz–Nadwórna                | Ołeksa Zakłynski – Ukrainiec, nie wchodził do Koła Polskiego | Julian Puzyna                                                                              | Kornyło Mandyczewski – Ukrainiec, nie wchodził do Koła Polskiego                                   | Kornyło Mandyczewski – Ukrainiec, nie wchodził do Koła Polskiego                                         | Kornyło Mandyczewski – Ukrainiec, nie wchodził do Koła Polskiego                                           | Kornyło Mandyczewski – Ukrainiec, nie wchodził do Koła Polskiego                      |
| 23.                                    | Kołomyja–Kossów–Śniatyń                                  | Iwan Ozarkewycz – Ukrainiec, nie wchodził do Koła Polskiego | Iwan Ozarkewycz – Ukrainiec, nie wchodził do Koła Polskiego                                | Iwan Ozarkewycz – Ukrainiec, nie wchodził do Koła Polskiego                                        | Adolf Pidlaszecki – Ukrainiec, nie wchodził do Koła Polskiego                                            | Teofil Okunewski – Ukrainiec, nie wchodził do Koła Polskiego                                               | Iwan Dłużanski – Ukrainiec, nie wchodził do Koła Polskiego                            |
| 24.                                    | Zaleszczyki–Borszczów–Horodenka                          | Fedir Hajdamacha – Ukrainiec, nie wchodził do Koła Polskiego | Antoni Jaxa-Chamiec                                                                        | Antoni Jaxa-Chamiec                                                                                | Mieczysław Dunin Borkowski                                                                               | Tadeusz Czarkowski-Golejewski                                                                              | Antoni Jaxa-Chamiec                                                                   |
| 25.                                    | Buczacz–Czortków                                         | Hawryło Krzyżanowski – Ukrainiec, nie wchodził do Koła Polskiego | Mikołaj Wolański                                                                           | Mikołaj Wolański                                                                                   | Mikołaj Wolański od 11 listopada 1895 Kornel Horodyski                                                   | Kornel Horodyski od 3 czerwca 1898 Marian Błażowski                                                        | Marian Błażowski                                                                      |
| 26.                                    | Trembowla–Husiatyń                                       | Hnat Halka – Ukrainiec, nie wchodził do Koła Polskiego | Erazm Wolański                                                                             | Władysław Wiktor Czaykowski                                                                        | Władysław Wiktor Czaykowski                                                                              | Julian Olpiński                                                                                            | Adam Gołuchowski                                                                      |
| 27.                                    | Tarnopol–Zbaraż–Skałat                                   | Iwan Naumowycz – Ukrainiec, nie wchodził do Koła Polskiego | Kazimierz Grocholski                                                                       | Kazimierz Grocholski od 21 lutego 1889 Jerzy Sewer Dunin Borkowski                                 | Leon Piniński                                                                                            | Leon Piniński                                                                                              | Omelan Hładyszowski – Ukrainiec, nie wchodził do Koła Polskiego                       |
| kuria V – powszechna                   |                                                          | |                                                                                            | | | |                                                                                       |
| 1.                                     | Lwów                                                     | Lwów | Lwów                                                                                       | Lwów                                                                                               | Lwów | Jan Kozakiewicz                                                                                            | Ernest Breiter                                                                        |
| 2                                      | Kraków miasto–Kraków Powiat–Podgórze                     | Kraków miasto–Kraków Powiat–Podgórze | Kraków miasto–Kraków Powiat–Podgórze                                                       | Kraków miasto–Kraków Powiat–Podgórze                                                               | Kraków miasto–Kraków Powiat–Podgórze                                                                     | Ignacy Daszyński                                                                                           | Ignacy Daszyński                                                                      |
| 3                                      | Wadowice–Biała–Chrzanów–Żywiec–Wieliczka–Myślenice       | Wadowice–Biała–Chrzanów–Żywiec–Wieliczka–Myślenice | Wadowice–Biała–Chrzanów–Żywiec–Wieliczka–Myślenice                                         | Wadowice–Biała–Chrzanów–Żywiec–Wieliczka–Myślenice                                                 | Wadowice–Biała–Chrzanów–Żywiec–Wieliczka–Myślenice                                                       | Jan Kubik                                                                                                  | Maciej Fijak                                                                          |
| 4                                      | Nowy Sącz–Nowy Targ–Grybów–Gorlice–Limanowa–Myślenice    | Nowy Sącz–Nowy Targ–Grybów–Gorlice–Limanowa–Myślenice | Nowy Sącz–Nowy Targ–Grybów–Gorlice–Limanowa–Myślenice                                      | Nowy Sącz–Nowy Targ–Grybów–Gorlice–Limanowa–Myślenice                                              | Nowy Sącz–Nowy Targ–Grybów–Gorlice–Limanowa–Myślenice                                                    | Józef Znamirowski                                                                                          | Michał Danielak                                                                       |
| 5                                      | Tarnów–Brzesko–Bochnia–Dąbrowa–Mielec–Pilzno             | Tarnów–Brzesko–Bochnia–Dąbrowa–Mielec–Pilzno | Tarnów–Brzesko–Bochnia–Dąbrowa–Mielec–Pilzno                                               | Tarnów–Brzesko–Bochnia–Dąbrowa–Mielec–Pilzno                                                       | Tarnów–Brzesko–Bochnia–Dąbrowa–Mielec–Pilzno                                                             | Franciszek Winkowski                                                                                       | Michał Żyguliński                                                                     |
| 6                                      | Rzeszów–Ropczyce–Strzyżów–Kolbuszowa–Tarnobrzeg–Nisko    | Rzeszów–Ropczyce–Strzyżów–Kolbuszowa–Tarnobrzeg–Nisko | Rzeszów–Ropczyce–Strzyżów–Kolbuszowa–Tarnobrzeg–Nisko                                      | Rzeszów–Ropczyce–Strzyżów–Kolbuszowa–Tarnobrzeg–Nisko                                              | Rzeszów–Ropczyce–Strzyżów–Kolbuszowa–Tarnobrzeg–Nisko                                                    | Karol Fischer                                                                                              | Antoni Bomba                                                                          |
| 7                                      | Sanok–Krosno–Jasło–Brzozów–Dobromil                      | Sanok–Krosno–Jasło–Brzozów–Dobromil | Sanok–Krosno–Jasło–Brzozów–Dobromil                                                        | Sanok–Krosno–Jasło–Brzozów–Dobromil                                                                | Sanok–Krosno–Jasło–Brzozów–Dobromil                                                                      | Stanisław Wysocki od 26 września 1898 Jan Stapiński                                                        | Wincenty Tadeusz Jabłoński                                                            |
| 8                                      | Jarosław–Łańcut–Cieszanów–Jaworów–Gródek                 | Jarosław–Łańcut–Cieszanów–Jaworów–Gródek | Jarosław–Łańcut–Cieszanów–Jaworów–Gródek                                                   | Jarosław–Łańcut–Cieszanów–Jaworów–Gródek                                                           | Jarosław–Łańcut–Cieszanów–Jaworów–Gródek                                                                 | Leon Pastor                                                                                                | Andrzej Wilk                                                                          |
| 9                                      | Przemyśl–Mościska–Rudki–Sambor–Drohobycz                 | Przemyśl–Mościska–Rudki–Sambor–Drohobycz | Przemyśl–Mościska–Rudki–Sambor–Drohobycz                                                   | Przemyśl–Mościska–Rudki–Sambor–Drohobycz                                                           | Przemyśl–Mościska–Rudki–Sambor–Drohobycz                                                                 | Witold Lewicki                                                                                             | Adam Doboszyński                                                                      |
| 10                                     | Stryj–Turka–Żydaczów–Bóbrka–Dolina–Kałusz                | Stryj–Turka–Żydaczów–Bóbrka–Dolina–Kałusz | Stryj–Turka–Żydaczów–Bóbrka–Dolina–Kałusz                                                  | Stryj–Turka–Żydaczów–Bóbrka–Dolina–Kałusz                                                          | Stryj–Turka–Żydaczów–Bóbrka–Dolina–Kałusz                                                                | Kazimierz Rojowski                                                                                         | Andrij Kos – Ukrainiec, nie wchodził do Koła Polskiego                                |
| 11                                     | Brody–Kamionka Strum.–Żółkiew–Rawa–Sokal                 | Brody–Kamionka Strum.–Żółkiew–Rawa–Sokal | Brody–Kamionka Strum.–Żółkiew–Rawa–Sokal                                                   | Brody–Kamionka Strum.–Żółkiew–Rawa–Sokal                                                           | Brody–Kamionka Strum.–Żółkiew–Rawa–Sokal                                                                 | Władysław Gniewosz                                                                                         | Paweł Sapieha                                                                         |
| 12                                     | Tarnopol–Zbaraż–Złoczów–Przemyślany–Brzeżany             | Tarnopol–Zbaraż–Złoczów–Przemyślany–Brzeżany | Tarnopol–Zbaraż–Złoczów–Przemyślany–Brzeżany                                               | Tarnopol–Zbaraż–Złoczów–Przemyślany–Brzeżany                                                       | Tarnopol–Zbaraż–Złoczów–Przemyślany–Brzeżany                                                             | Henryk Weiser                                                                                              | Tadeusz Niementowski                                                                  |
| 13                                     | Stanisławów–Rohatyn–Podhajce–Buczacz–Tłumacz             | Stanisławów–Rohatyn–Podhajce–Buczacz–Tłumacz | Stanisławów–Rohatyn–Podhajce–Buczacz–Tłumacz                                               | Stanisławów–Rohatyn–Podhajce–Buczacz–Tłumacz                                                       | Stanisławów–Rohatyn–Podhajce–Buczacz–Tłumacz                                                             | Józef Bogdanowicz                                                                                          | Jan Walewski od 28 listopada 1905 Hieronim Wierzchowski                               |
| 14                                     | Kołomyja–Nadwórna–Bohorodczany–Kossów–Śniatyń            | Kołomyja–Nadwórna–Bohorodczany–Kossów–Śniatyń | Kołomyja–Nadwórna–Bohorodczany–Kossów–Śniatyń                                              | Kołomyja–Nadwórna–Bohorodczany–Kossów–Śniatyń                                                      | Kołomyja–Nadwórna–Bohorodczany–Kossów–Śniatyń                                                            | Iwan Hrobelski – Ukrainiec, nie wchodził do Koła Polskiego od 25 października 1898 Stefan Moysa-Rosochacki | Mieczysław Piniński                                                                   |
| 15                                     | Borszczów–Zaleszczyki–Czortków–Husiatyń–Trembowla–Skałat | Borszczów–Zaleszczyki–Czortków–Husiatyń–Trembowla–Skałat | Borszczów–Zaleszczyki–Czortków–Husiatyń–Trembowla–Skałat                                   | Borszczów–Zaleszczyki–Czortków–Husiatyń–Trembowla–Skałat                                           | Borszczów–Zaleszczyki–Czortków–Husiatyń–Trembowla–Skałat                                                 | Roman Jarosewycz – Ukrainiec, nie wchodził do Koła Polskiego                                               | Stefan Moysa-Rosochacki                                                               |
| posłowie polscy spoza Galicji          |                                                          | |                                                                                            | | | |                                                                                       |
|                                        | Śląsk Cieszyński –gminy wiejskie                         | Ignacy Świeży | -                                                                                          | -                                                                                                  | Ignacy Świeży                                                                                            | Ignacy Świeży                                                                                              | Jan Michejda                                                                          |
|                                        | Śląsk Cieszyński –gminy wiejskie                         | Jerzy Cienciała | -                                                                                          | -                                                                                                  | - | - | -                                                                                     |
|                                        | Bukowina                                                 | Antoni Kochanowski | Antoni Kochanowski                                                                         | -                                                                                                  | Stefan Stefanowicz                                                                                       | Stefan Stefanowicz                                                                                         | Zachariasz Bohosiewicz                                                                |